# Masters de París 2010
El 2010 BNP Paribas Masters es un torneo de tenis masculino que se jugará del 6 de noviembre al 14 de noviembre de 2010 sobre pista dura. Es la edición número 39 del llamado Masters de París. Toma lugar en Palais Omnisports de Paris-Bercy en París, Francia.

## Campeones

### Individuales masculinos
Robin Söderling vence a  Gaël Monfils, 6-1, 7–6(1).

### Dobles masculinos
Mahesh Bhupathi /  Max Mirnyi vencen a  Mark Knowles /  Andy Ram, 7–5, 7–5.
| Predecesor: París 2009               | Masters de París 2010   | Sucesor: París 2011 |
| Predecesor: Masters de Shanghai 2010 | ATP Masters Series 2010 | Sucesor: -          |